# Petr Hůrka
Petr Hůrka (* 30. července 1974) je český právník a vysokoškolský pedagog, v letech 2016 až 2020 náměstek ministryně práce a sociálních věcí ČR, od července 2020 do září 2022 náměstek ministra vnitra ČR pro státní službu.

## Život
Absolvoval magisterské studium na Právnické fakultě Univerzity Karlovy v Praze (promoval v roce 1997 a získal titul Mgr.). Dále pokračoval doktorským studiem oboru soukromé právo, které úspěšně zakončil v roce 2000. O devět let později se pak na téže fakultě v oboru pracovní právo habilitoval. V roce 2020 byl jmenován profesorem.
Od září 1997 působil na Katedře pracovního práva a práva sociálního zabezpečení Právnické fakulty UK v Praze (nejprve jako odborný asistent, později jako docent a profesor). V současnosti působí jako profesor na katedře finančního práva a národního hospodářství Právnické fakulty Masarykovy univerzity v Brně.
V letech 1997 až 1998 pracoval jako právník na České správě sociálního zabezpečení. V únoru 2001 začal působit na Ministerstvu práce a sociálních věcí ČR. Nejprve byl odborným referentem v odboru pracovněprávní legislativy, od ledna do listopadu 2016 tento odbor vedl. V prosinci 2016 se stal na témže ministerstvu náměstkem pro řízení sekce legislativy a na této pozici pracoval až do konce června 2020.
V polovině června 2020 jej druhá Babišova vláda jmenovala na základě návrhu výběrové komise do funkce náměstka ministra vnitra pro státní službu, tzv. „superúředníka“, a to s účinností od 1. července 2020 na dobu šesti let. V této pozici nahradil Josefa Postráneckého. Dne 17. srpna 2022 oznámil, že ve funkci skončí k 30. září 2022.
Petr Hůrka je ženatý.